# 君王之花園
君王之花園（Bustanus al-Salatin）是穆罕默德．本．阿里．努爾丁·拉尼里]（Muḥammad bin ʻAlī Nūr al-Dīn al-Rānīrī）於1636年完成的七卷百科全書式的著作。是古典馬來文獻之一 。

## 君王之花園篇目
- 第一章：講述七重天和地球、穆罕默德、天使，靈魂和惡魔。本章有10節。
- 第二章：從亞當到先知穆罕默德的故事，以及拜占庭、波斯、埃及和沙烏地阿拉伯國王的故事。本章有13節。
- 第三章：關於賢明的國王和聰明的大臣。本章有六節。
- 第四章：關於國王、隱士和聖人的。本章有兩節。
- 第五章：關於殘酷的國王和迫害人的大臣的故事。本章有兩節。
- 第六章：關於所有的低賤的以及更高貴、勇敢和偉大的人。本章有兩節。
- 第七章：關於智力、知識和預兆、醫學知識、婦女的特性。一半篇幅記載了神奇和充滿激情的故事。本章有五節。